# Bruno Bocconi

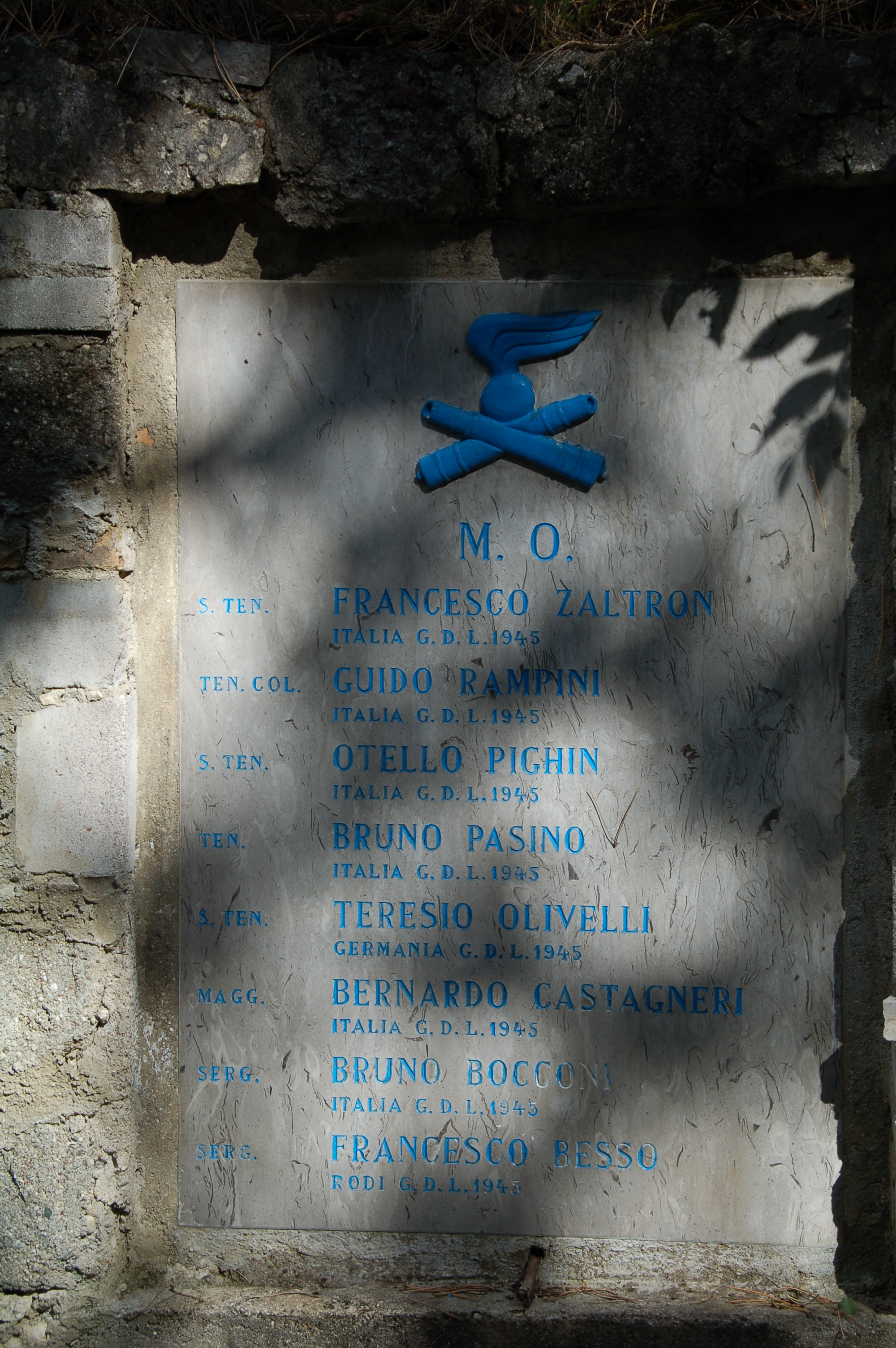
Lapide situata sulla Strada degli Artiglieri a Rovereto che commemora, tra gli altri, il Sergente Bruno Bocconi

Bruno Bocconi (Vaestano, 14 luglio 1921 – Ciano d'Enza, 10 aprile 1945) è stato un militare e partigiano italiano, per le sue azioni durante la guerra di liberazione è stato decorato con la medaglia d'oro al valor militare alla memoria.

## Biografia

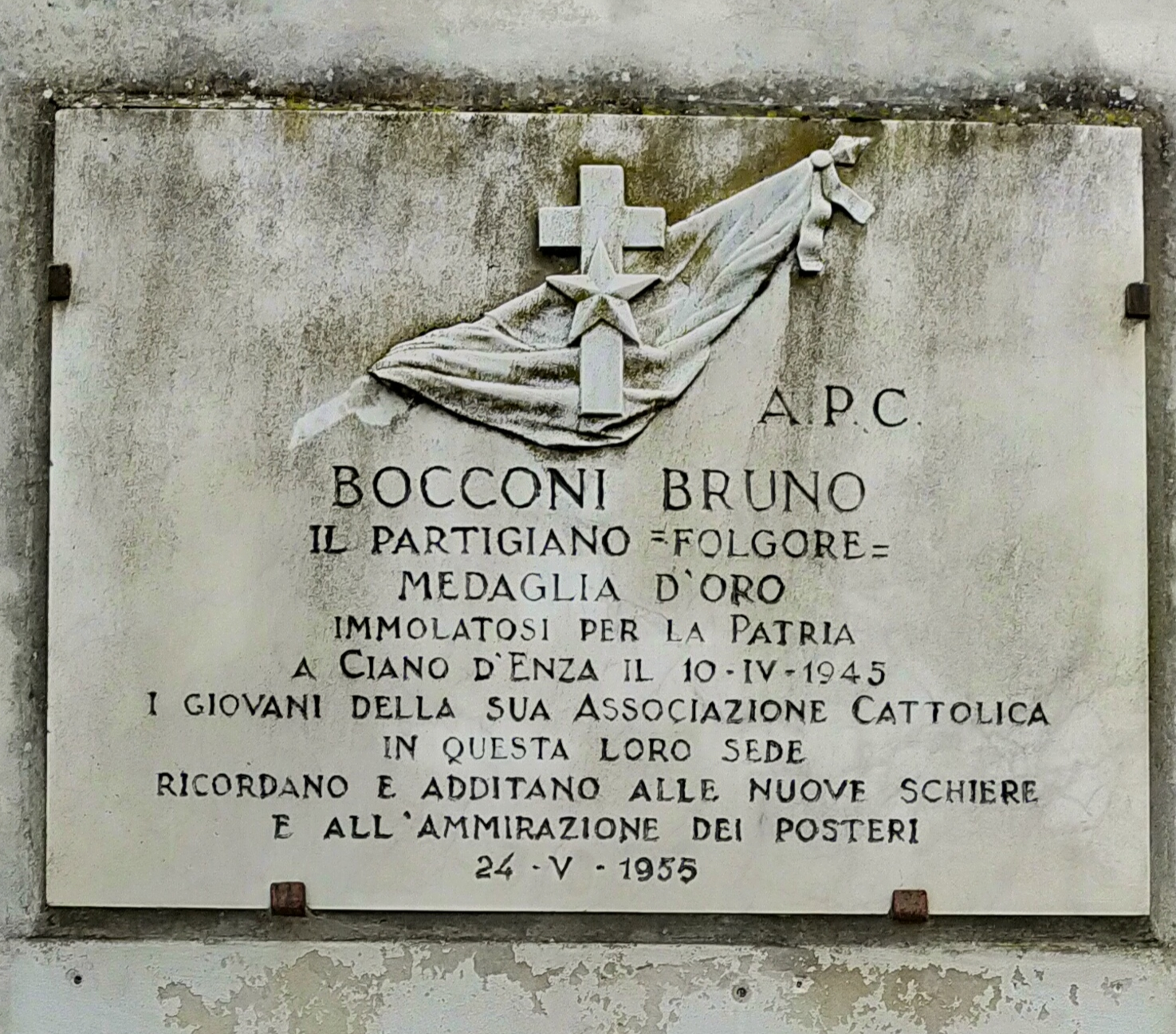
Lapide ubicata sui locali parrocchiali di Mezzano Inferiore a ricordo del partigiano Bruno Bocconi

Figlio dell'ufficiale postale di Lagrimone, una frazione di Tizzano Val Parma, nelle montagne parmensi, nel 1926 si trasferì con la madre e i fratelli a Mezzano Inferiore paese di origine della famiglia. Ancora diciottenne lavorò come operaio specializzato nello stabilimento Pirelli a Milano.
Si arruolò come volontario in ferma di due anni nel 4º Reggimento di Artiglieria d'assalto e il 16 ottobre 1939 fu promosso Caporal maggiore. Il 18 giugno 1940, pochi giorni dopo l'ingresso in guerra dell'Italia, ottenne i gradi di Sergente. Il 20 ottobre dello stesso anno fu congedato e nel 1941 risiedette con la famiglia a Mezzani.

### La Resistenza
Con il nome di battaglia "Fulmine" dal 14 giugno 1944 fece parte della 143ª Brigata Garibaldi "Aldo" (ex 47ª). Il 20 luglio venne nominato caposquadra e dal 4 agosto fu comandante del distaccamento Sambuchi del 2º battaglione Guerriglieri della Montagna.
Operò nell'alta valle del torrente Parma e anche grazie alla sua appartenenza all'Azione cattolica si impegnò per non far pesare la presenza partigiana sulla popolazione di quei luoghi. Con i suoi uomini fece arrivare l'energia elettrica a Madurera e a Pratopiano.
Sempre contrario allo spargimento di sangue agì in modo coraggioso e audace: utilizzando un automezzo armato, in pieno centro a Parma, rapì un ufficiale della Repubblica Sociale Italiana e in un'altra occasione catturò un Maggiore dell'esercito tedesco per poterlo scambiare con degli ostaggi partigiani.

#### La Battaglia di Ciano d'Enza
Il 10 aprile 1945 Bocconi prese parte alla battaglia di Ciano d'Enza, in provincia di Reggio Emilia, per liberare il paese che era sede di una scuola di antiguerriglia delle SS e centro di tortura ed esecuzione di numerosi partigiani e civili. Nell'azione, pianificata dalle forze partigiane e alleate, furono coinvolte la 143ª Brigata, comandata da Leonardo Tarantini "Nardo" e la 144ª Brigata Garibaldi "Antonio Gramsci", comandata da Pietro Galassini "Zorro", insieme alle due missioni alleate, che operavano a Parma e a Reggio Emilia, che fecero intervenire anche quattro cacciabombardieri.
Con quattro suoi uomini del distaccamento Sambuchi guadò il torrente Enza, gonfio delle acque primaverili, e costituì una testa di ponte al limitare del paese superando il fuoco nemico e impossessandosi di una postazione tedesca. Quando il resto del battaglione li seguì attraversando il fiume, la battaglia proseguì nel centro del paese, casa per casa, fino alla piazza dove l'avanzata rimase però bloccata dall'azione di una mitragliatrice delle SS. Bocconi fece appostare due uomini per sparare verso il municipio e distrarre i nemici, poi uscì allo scoperto per lanciare una bomba nel nido di mitragliatrice, sparando all'impazzata insieme all'amico Nando Mattioli, che cadde ferito, rimase solo allo scoperto e fu colpito in piena fronte.
Intervennero anche gli aerei americani ma per errore mitragliarono i partigiani anziché i tedeschi. La 143ª Brigata si ritirò nel primo pomeriggio sostituita dalla 144ª Brigata, con il rinforzo della 76ª Brigata SAP "Angelo Zanti", che conquistarono il paese costringendo alla resa i soldati tedeschi facendoli ritirare verso la pianura. La salma di Bocconi fu trasportata dai compagni fino a Lodrignano e sepolta nel cimitero di Moragnano.
Bruno Bocconi venne decorato con la Medaglia d'oro al valor militare alla memoria. Una lapide a Rovereto lo ricorda insieme a Guido Rampini, Otello Pighin, Bruno Pasino, Teresio Olivelli, Bernardo Castagneri, Francesco Zaltron e Francesco Besso.
Il comune di Mezzani ha posto una lapide commemorativa sulla facciata della casa in cui ha vissuto a Mezzano Inferiore e nello stesso paese gli ha dedicato una via.

## Filmografia
Nel 2021 è stato girato il cortometraggio C'erano due ragazzi. Due partigiani diretto dal regista Matteo Macaluso. Il filmato narra le vicende dei partigiani Bruno Bocconi e Mirko Andreoli.